# Леппяселькя
Ле́ппяселькя (фин. Leppäselkä) — посёлок в составе Кааламского сельского поселения Сортавальского района Республики Карелия.

## Общие сведения
Расположен на берегу реки Хейноя.

## Население
| 2002 | 2009 | 2010 | 2013 |
| ---- | ---- | ---- | ---- |
| 15   | ↘6   | ↗12  | ↘10  |